# Emili Tintorer i Vilaseca
Emili Tintorer i Vilaseca   (Madrid, 1870 - Barcelona, 29 d'abril de 1945)  fou un dramaturg, crític teatral i periodista.

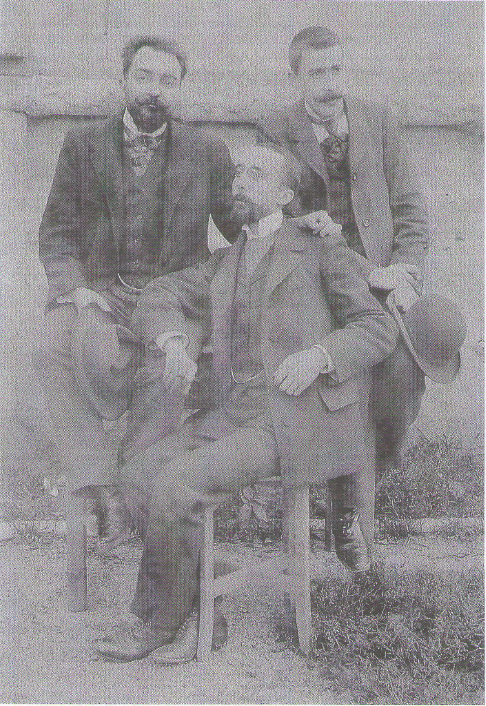
Lluís Via, Oriol Martí i Emili Tintorer

Al 1892 es llicencià en dret a Barcelona i feu oposicions per ingressar al cos consular, però abandonà la diplomàcia per dedicar-se a la literatura. Fou un dels fundadors de la revista Joventut, on feu sempre les crítiques teatrals. Al 1907 passà a Las Noticias, on, amb el pseudònim Max, publicà la secció Paradojas. També formà part del comitè de lectura encarregat d'escollir les obres que s'havien d'estrenar en el teatre del Sindicat d'Autors Dramàtics Catalans.
Traduí al castellà, amb Lluís Via i Josep Oriol Martí, Cyrano de Bergerac, d'Edmond Rostand, que tingué un gran èxit.

## Obres
- La moral en el teatre (1905)
- El geni (1904) (en col·laboració amb Frederic Pujulà)
- Mal de verge (1906)
- Dintre la gàbia (1906) (en col·laboració amb F. Pujulà)
- El boig (1907) (en col·laboració amb F. Pujulà)
- Petites convencions (1909)